# Ilf und Petrow
Ilf und Petrow waren  Ilja Ilf (Ilja Arnoldovich Fainsilberg, Илья Арнольдович Файнзильберг, 1897–1937) und Jewgeni Petrow (Jewgeni Petrowitsch Katajew, Евгений Петрович Катаев, 1903–1942), zwei sowjetische Prosa-Autoren der 1920er und 1930er Jahre. Den größten Teil ihres Werkes schrieben sie zusammen, und fast immer auch unter dem Namen „Ilf und Petrow“. Ihre beiden satirischen Romane Zwölf Stühle und  Das goldene Kalb machten sie überaus beliebt. Die beiden Texte sind verbunden durch das Schicksal ihrer Hauptfigur, den Hochstapler Ostap Bender auf der Jagd nach Reichtum.

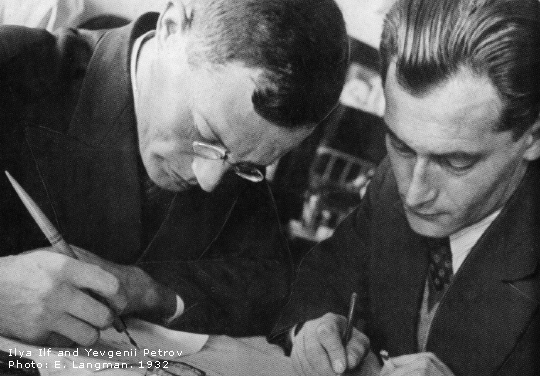
Ilf und Petrow

Beide Bücher schildern den Weg Benders und seiner Mitstreiter auf der Suche nach einem Schatz inmitten der zeitgenössischen sowjetischen Realität. Sie entstanden in der relativ liberalen Ära der Neuen ökonomischen Politik der 1920er Jahre. Die Protagonisten vermeiden in der Regel den Kontakt mit den offenkundig nachlässigen Strafverfolgungsbehörden. Ihre Position liegt außerhalb der organisierten, planorientierten sowjetischen Gesellschaft. Das Werk diente den Autoren als Plattform für einen Ausblick auf die Schattenseiten der sozialistischen Gesellschaft. Die Bücher zählen zu den meistgelesenen und zitierten Werken der sowjetischen Kultur.
Zwölf Stühle wurde sowohl in der UdSSR als auch in den USA (von Mel Brooks) verfilmt; siehe Zwölf Stühle.
Beide Schriftsteller bereisten während der Weltwirtschaftskrise die USA. Mit Ilfs auf der Reise gemachten Bildern verfassten die Autoren ein Foto-Essay unter dem Titel Amerikanische Photographien, erschienen in der Zeitschrift Ogonjok. Kurz darauf veröffentlichten sie das Buch Einstöckiges Amerika (Одноэтажная Америка). Der Fotoessay und das Buch dokumentieren ihre Abenteuer mit dem ihnen eigenen verspielten Humor. Ilf und Petrow scheuten sich nicht, gewisse Aspekte der amerikanischen Lebensweise in diesen Werken positiv darzustellen.
Ilf starb kurz nach der Reise nach Amerika an Tuberkulose; Petrow starb 1942 bei einem Flugzeugabsturz während des Deutsch-Sowjetischen Krieges, auf dem Rückflug aus dem belagerten Sewastopol.
Ein 1982 von der sowjetischen Astronomin Ludmilla Georgijewna Karatschkina entdeckter Kleinplanet wurde nach ihnen benannt: (3668) Ilfpetrov.
Die Zwölf Stühle wurden u. a. in Österreich unter dem Titel Mein Opa und die 13 Stühle mit Otto Schenk in der Hauptrolle verfilmt.
Eine Wiederholung der Amerikareise nach 80 Jahren durch Felicitas Hoppe führte zu ihrem Buch Prawda: Eine amerikanische Reise.

## Werke

Denkmal „12 Stühle“ in Odessa

- Denkmal „12 Stühle“ in OdessaZwölf Stühle (1928, Двенадцать стульев)
- Unglaubliche Geschichten aus der Stadt Kolokolamsk (1928, Необыкновенные истории из жизни города Колоколамска)
  - Kolokolamsk und andere unglaubliche Geschichten. Deutschsprachige Übersetzung von Helmut Ettinger. Die Andere Bibliothek, Berlin 2015, ISBN 978-3-8477-0371-6.
- Das goldene Kalb (1931, Золотой теленок)
- Einstöckiges Amerika (1937, Одноэтажная Америка)
  - Das eingeschossige Amerika: Eine Reiseerzählung. Deutschsprachige Übersetzung von Helmut Ettinger. Eichborn Verlag, Frankfurt am Main 2011, ISBN 978-3-8218-6239-2.